# Celastrus angulatus
Celastrus angulatus är en benvedsväxtart som beskrevs av Carl Maximowicz. Celastrus angulatus ingår i släktet Celastrus och familjen Celastraceae. Inga underarter finns listade.